# Slawen

Staaten mit mehrheitlich slawisch sprechender Bevölkerung:
Ostslawen
Westslawen
Südslawen

Die Slawen sind die nach Bevölkerungszahl größte Gruppe von Ethnien in Europa. Sie bewohnen seit dem 6. Jahrhundert vor allem das östliche Mitteleuropa, Osteuropa und Südosteuropa. Die slawischen Sprachen zählen zur indoeuropäischen Sprachfamilie.

## Siedlungsgebiete
Staaten mit slawischen Titularnationen sind:
- ostslawische Staaten: Russland, die Ukraine und Belarus.
- westslawische Staaten: Polen, Tschechien und die Slowakei.
- südslawische Staaten: Bulgarien, Slowenien, Kroatien, Serbien, Bosnien und Herzegowina, Nordmazedonien und Montenegro.

Große slawische Minderheiten (etwa 15 bis 35 % der Bevölkerung) leben in den ehemals zur Sowjetunion gehörigen Staaten Litauen, Lettland, Estland, Kasachstan und Moldau. In Deutschland und Österreich leben, abgesehen von der großen Bevölkerungsgruppe slawischer Zuwanderer, die autochthonen slawischen Volksgruppen der Sorben in der Lausitz, der Kroaten im Burgenland, der Tschechen und Slowaken in Wien sowie der Slowenen in Kärnten und der Steiermark. Im Norden Polens lebt die slawische Minderheit der Kaschuben. Im äußersten Südwesten der Ukraine (→ Karpatenukraine) und in der Slowakei lebt die slawische Minderheit der Russinen.

## Sprachen

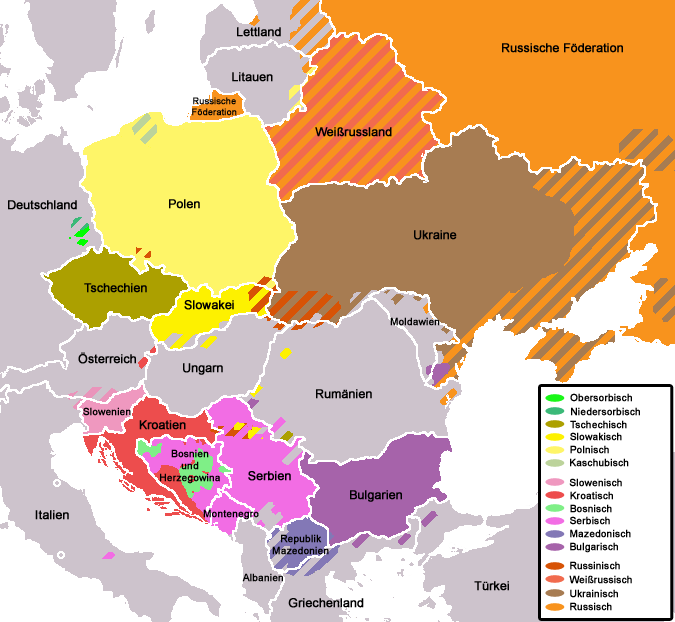
Verbreitung der slawischen Sprachen

Die slawischen Sprachen sind eine der Untergruppen der indogermanischen Sprachen und stehen hier den baltischen Sprachen am nächsten, vermutlich über eine (von manchen bestrittene) vorhergehende baltoslawische Zwischenstufe. Man unterscheidet drei Hauptzweige: das Ostslawische, Westslawische und das Südslawische.
Die zahlreichen gegenseitigen Entlehnungen zwischen Slawisch und Germanisch kennzeichnen die heute noch bestehende lange Nachbarschaft.
Das nichtindogermanische Ungarisch hat die Namen der meisten Wochentage und einige andere Begriffe aus slawischen Sprachen übernommen.

## Ursprünge und Ausbreitung

Das Römische Reich unter Hadrian (Regierungszeit 117–138 n. Chr.). Der Siedlungsraum der Venedi lag zu der Zeit zwischen Ostsee und Karpaten

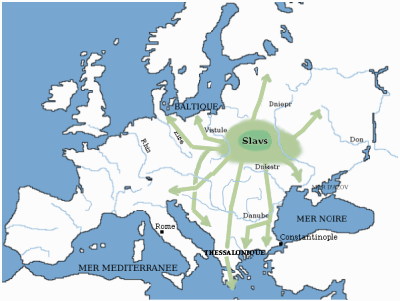
Die Ausbreitung der slawischen Sprache im 5. bis 10. Jahrhundert

In der lebhaften und noch keineswegs abgeschlossenen Diskussion über den Ursprung der Slawen stehen sich zwei völlig unterschiedliche Forschungsansätze gegenüber. Ausgehend von der Grundannahme, dass die Slawen ein Ursprungsgebiet haben, geht die klassische Auffassung von der Einwanderung einer oder mehrerer homogener „urslawischer“ Gruppen aus, deren Identität und Herkunft sie zu ermitteln sucht („Urheimat“). Dabei sollen nach einem älteren Modell homogene Verbände eingewandert sein, während sich nach einer moderneren, modifizierten These die slawischen Völkerschaften erst auf der Wanderung oder am Ankunftsort im Rahmen einer Ethnogenese aus den wandernden Protoslawen gebildet haben. Insbesondere Sprachforscher haben als slawische „Urheimat“ einen Raum nördlich der Karpaten zwischen oberer Weichsel, mittlerem Dnepr und Desna vermutet.
Demgegenüber hat der rumänisch-amerikanische Forscher Florin Curta die umstrittene These aufgestellt, die Slawen als ethnisch-politische Kategorie seien eine oströmisch-frühbyzantinische „Erfindung“ in Form einer Fremdbezeichnung, also einer Kategorisierung von außen, durch die unterschiedliche Gruppen als Einheit gesehen worden seien. Curtas Thesen haben zu einer angeregten Debatte geführt, in der auch lange als sicher geltende Deutungen archäologischer Kulturen als „slawisch“ neu diskutiert werden.

### Veneter
Plinius der Ältere, Tacitus und Claudius Ptolemäus von Alexandria erwähnen ab dem 1. Jahrhundert in unterschiedlichen Schreibweisen ein Volk der „Veneter“ (Venedi / Venethi / Venadi oder Ouenedai), das östlich der Weichsel beziehungsweise an der Danziger Bucht siedelte. Somit wird es – schon geografisch – auch eindeutig von den Venetern des Alpenraumes unterschieden.
Eine ethnische Kontinuität von Venethi/Venedi und Wenden wird in der modernen Forschung überwiegend bezweifelt.
Die Vorbehalte stützen sich auf das späte Auftreten zweifelsfrei den Slawen zuzuordnender Keramik. Diese sogenannte frühslawische Keramik zeichnet sich jedoch im Wesentlichen durch ihre Einfachheit und Unscheinbarkeit aus. Zwischen den älteren Kulturen derselben Region und der frühslawischen Keramik liegen die Hinterlassenschaften des Gotensturms, und die Getica des Jordanes berichten von der Unterwerfung der verschiedenen Völker durch die Goten.

### Sklavenoi
Zur Zeit des Kaisers Justinian I. (527–565) gerieten Slawen (in griechischen Quellen als Sklavenoi, in lateinischen als Sclaveni bezeichnet) und Anten dann erstmals in das Blickfeld oströmischer Geschichtsschreiber. Dazu gehörten zuerst Cassiodor (auch Cassidor genannt), der eine heute verschollene Gotenchronik im Auftrag Theoderichs schrieb, die Jordanes später in seiner Getica nutzte, und dann Prokopios von Caesarea (auch Prokop genannt), der unter dem oströmischen Feldherrn Belisar gegen die Goten kämpfte. Beide Historiker hatten also Information aus erster Hand.
Nun folgen mehrere Wellen der Justinianischen Pest, die zu allerlei wirtschaftlichen und politischen Verwerfungen führen. Erst danach setzt die Geschichtsschreibung wieder ein und beginnt rückwirkend an die Werke der Antike anzuschließen.
Nach dem Jahr 600 folgen größere Erwähnungen durch frühbyzantinische Chronisten wie Agathias sowie in der folgenden Zeit Menander Protektor und Theophylaktos Simokates. Sie berichten von zahlreichen Sklavenoi und Anten, die aus den Karpaten, der unteren Donau und vom Schwarzen Meer kommend seit der Mitte des 6. Jahrhunderts plündernd in die Donauprovinzen des Oströmischen Reiches eingefallen seien.
Prokopios beschrieb, dass die Anten und Sklavenoi seiner Zeit in fast allen Dingen gleich seien, gleiche Bräuche gehabt und dieselbe Sprache gesprochen hätten.
Jordanes schrieb um 550 in seinem Hauptwerk Getica, Sclaveni, Antes und Venethi seien verschiedene Bezeichnungen für dieselbe Gruppe. Dabei bezieht er sich auf Cassiodor. Ihm zufolge siedelten zu seinen Lebzeiten die Sclaveni zwischen Weichsel und Donau und die Anten zwischen Dnister und Don. Laut Cassidor seien die Sclaveni wie auch die Anten und Veneter einst von den Goten unterworfen waren, als diese noch am Schwarzen Meer lebten. In der modernen Forschung ist umstritten, ob die Anten slawischer Identität waren; andere Hypothesen gehen unter anderem von einer skythischen (iranischen) Herkunft aus.
Die Sklavenoi rückten dabei auch in den Bereichen vor, die im Verlauf der sogenannten Völkerwanderung von germanischen Gruppen geräumt worden waren.
Das Strategikon des Maurikios stellt Sklavenoi als fähige Schwimmer und Taucher dar, die in Sümpfen und im Gebirge zu Fuß als Guerilla kämpften und Bogenschützen und Speerwerfer stellten.

### Arabische Quellen
Unter arabischen Autoren des Mittelalters ist besonders Ibrahim ibn Yaqub bedeutend, der im 10. Jahrhundert die Mecklenburg, den Sitz der Stammeskönige des westslawischen Stammesverbandes der Abodriten besuchte und beschrieb, wobei er auch deren Herrscher Nakon namentlich erwähnte. Daneben bereiste und beschrieb er ausführlich Prag, das Zentrum des entstehenden Herzogtums Böhmen. Die Stadt Prag erwähnte er wie auch Krakau als erster Autor überhaupt. Er belegt auch als früheste Quelle das entstehende polnische Staatswesen unter Herzog Mieszko I., der namentlich auftaucht. Daneben erwähnte er das Zentrum der Heveller, die Brandenburg, sowie die Sorben, die Rus, die Prußen, die Mährer, die slawisierten Donaubulgaren, die Guduscani und die Dudleben, wobei er einen Herrscher nennt, der oft mit Wenzel dem Heiligen von Böhmen identifiziert wird. An anderer Stelle nennt er dessen Bruder Boleslav I. von Böhmen. Ein weiterer Reisender in arabischer Sprache war Ahmad ibn Rustah, der die Kiewer Rus und ihre Gesellschaft ebenfalls im 10. Jahrhundert neben der Gesellschaft Kroatiens, Bulgariens, und Mährens schilderte. So erwähnte er und einige andere Geographen eine Stadt, die nach Lage und Namen das erste politische Zentrum der ostslawischen Wjatitschen in der Region um das spätere Moskau war, vielleicht das alte Moskau selbst, das zwar unter heutigem Namen erst um 1147 gegründet wurde, nach archäologischen Untersuchungen aber schon vorher wichtiges Wjatitschen-Zentrum war. Ein späterer Reisender durch die Wolgaländer, die Fürstentümer der Rus und Ungarn war im 12. Jahrhundert Abu Hamid al-Gharnati, der beispielsweise Kiew beschrieb.
Ausführliche Schilderungen der landwirtschaftlichen, kommerziellen, politischen und religiösen Verhältnisse in der Kiewer Rus und benachbarter slawischer Länder wurden von mehreren muslimischen Geographen, besonders Al-Masʿūdī, Ibn Hauqal, aber auch Ibn Chordadhbeh, Abū Zaid al-Balchī, im Hudūd al-ʿĀlam und anderen überliefert, die die Länder aber nicht selbst gesehen hatten, sondern ihre Informationen von zumeist warägischen Söldnern und Händlern (Rus, im Unterschied zu den bäuerlichen Saqāliba) und anderen Händlern, Reisenden und Geographen bezogen. Einige geographische Angaben sind heute nur noch schwer zu identifizieren und manchmal wird der Begriff Saqāliba („Slawen“, Einzahl Saqlab) nur als ungenauer geographischer Sammelbegriff für Bewohner Ostmittel-, Südost- und Osteuropas verwendet. Diese gelegentlichen Mängel der geographischen Beschreibung entfernter Länder hat schon das Hudūd al-ʿĀlam reflektiert.
Häufiger sind Nachrichten über einzelne oder Gruppen von Saqāliba in der Diaspora, die im islamischen Herrschaftsbereich oder dessen näherer Nachbarschaft auftauchten – Händler, Söldner, Sklaven, Militärsklaven, Würdenträger usw.

### Moderne Forschungsdiskussionen
Im 19. und 20. Jahrhundert wurde in oft erbitterten und zumeist nationalistisch gefärbten Debatten eine „Urheimat“ der Slawen gesucht, da man sich „Völker“ nur als homogene Einheiten vorstellen konnte. Inzwischen wurde jedoch erkannt, dass die verschiedenen historischen Disziplinen wie Archäologie, Historiographie und Sprachwissenschaft eigene, spezifische Quellen und Aussagemöglichkeiten besitzen, die sich nicht ohne weiteres zu einem Gesamtbild zusammenfügen lassen. Sie alle haben jedoch große methodische Schwierigkeiten, mit Hilfe ihrer Quellen der Ethnogenese näherzukommen. Vor allem polnische und tschechische Wissenschaftler nahmen an, dass die vorgeschichtlichen Slawen mit der Lausitzer Kultur zu identifizieren sind. Deutsch- und englischsprachige Wissenschaftler lehnten diese These überwiegend als spekulativ ab.
Erst mit ihrer Erwähnung in den oströmischen Quellen werden die Slawen als historische Größe greifbar, wobei diese Großgruppe keineswegs als ethnisch homogene Gruppierung aufgetreten sein muss, wenngleich sie von außen als solche gesehen wurde. Neu entstandene Großverbände der Völkerwanderungszeit waren meistens fragil und polyethnisch zusammengesetzt. Sie setzten sich aus Personen und Gruppen unterschiedlicher Herkunft zusammen, die besonders durch den Glauben an eine gemeinsame Ideologie und Kultur sowie eine gemeinsame Abstammung zusammengehalten wurden, sich aber nicht zwangsläufig tatsächlich auch auf eine gemeinsame Kultur und gemeinsame Sprache begründen mussten. Ethnogenese ist ein historischer Prozess, an dessen Ende in diesem Fall das historisch greifbare „Volk“ der Slawen stand. Für die Bildung der slawischen Sprache (Topogenese) konnte mit einiger Wahrscheinlichkeit ein Gebiet zwischen mittlerer Weichsel beziehungsweise Bug und mittlerem Dnepr herausgearbeitet werden. Doch nicht allein Wanderungen der Träger dieser Sprache, sondern auch die Assimilation von Menschen verschiedener Herkunft führte zu der „Slawisierung“ Ostmittel- und Osteuropas.
In den folgenden Jahrhunderten besiedelten Slawen auf diese Weise allmählich weite Gebiete Mitteleuropas und Osteuropas, die sich vom Schwarzen und Ägäischen Meer bis zur Ostsee und dem Ilmensee sowie von der Elbe, der Saale, dem Böhmerwald, dem Inn, den Alpen und der Adria bis zum oberen Don und unteren Dnepr erstreckten.

## Archäologische Zeugnisse

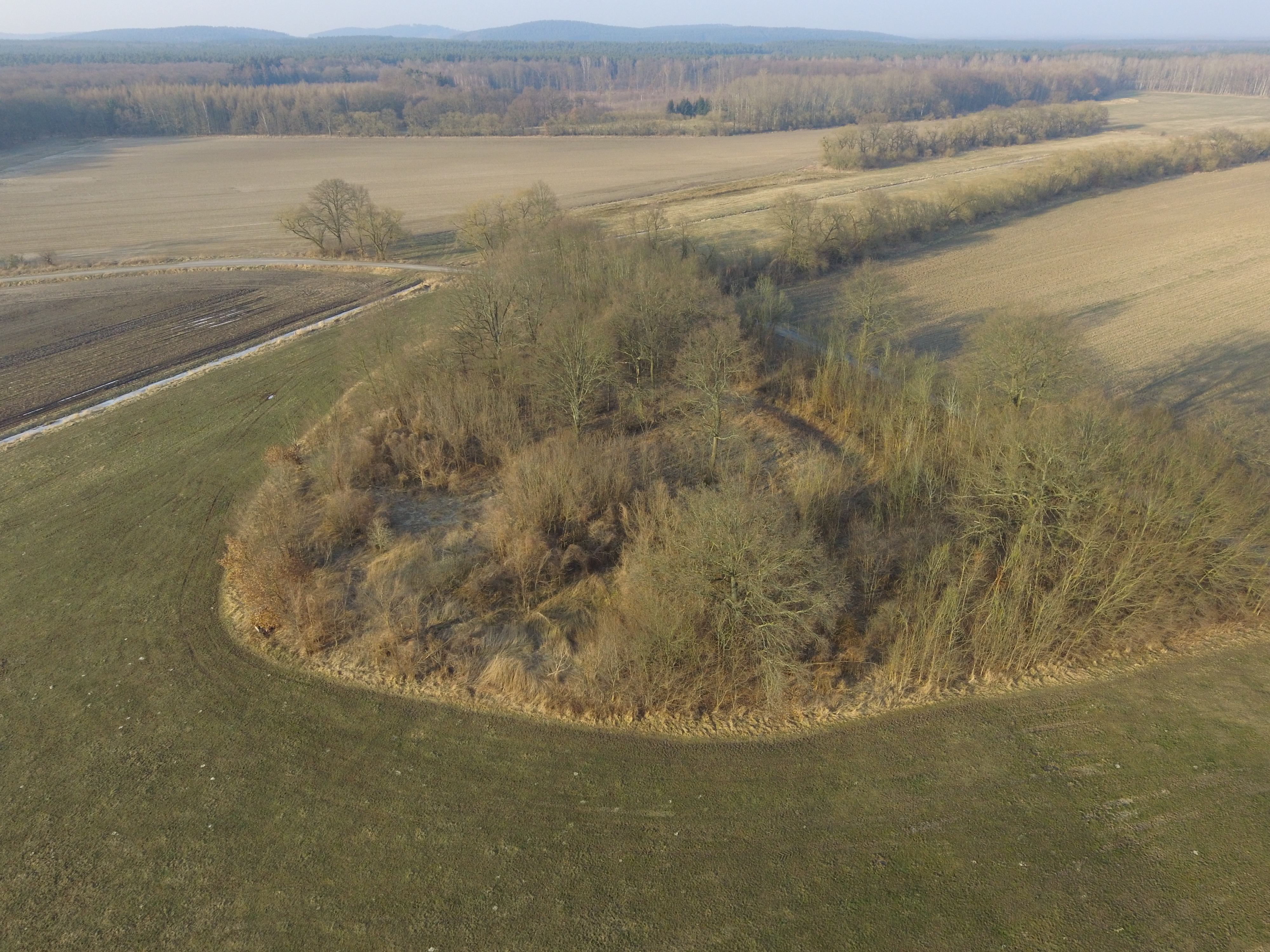
Der frühslawische Burgwall Hohennauen-Witzke im Havelland (7. bis 9. Jahrhundert)

Die große Fülle archäologischer Funde gibt umfangreiche Informationen über materielle Kultur und Lebensweise slawischer Bevölkerung in den verschiedenen Siedlungsperioden.
Die archäologischen Zeugnisse der frühen Slawen (6.–8. Jhd.) zeigen kaum Unterschiede im gesamten Siedlungsgebiet zwischen Schwarzem Meer und mittlerer Elbe. Die Keramik ist handgeformt und häufig unverziert. Typische Zeugnisse sind Überreste slawischer Burgwälle im vormaligen Siedlungsgebiet.
In der Diskussion über die Klassifikation verschiedener regionaler Gruppen wird immer wieder auf die sehr geringen Unterschiede der materiellen Kultur verwiesen. Daher wird heute nur noch zwischen regionalen Keramikgruppen unterschieden.
Als früheste archäologische Gruppen werden die Prag-Kortschak-Gruppe (Prager Gruppe, Kortschak-Gruppe, Sukow-Dziedzice-Gruppe) in Ostmitteleuropa und die Penkowka-Kultur in Südosteuropa unterschieden.

## Ausbreitung der Westslawen

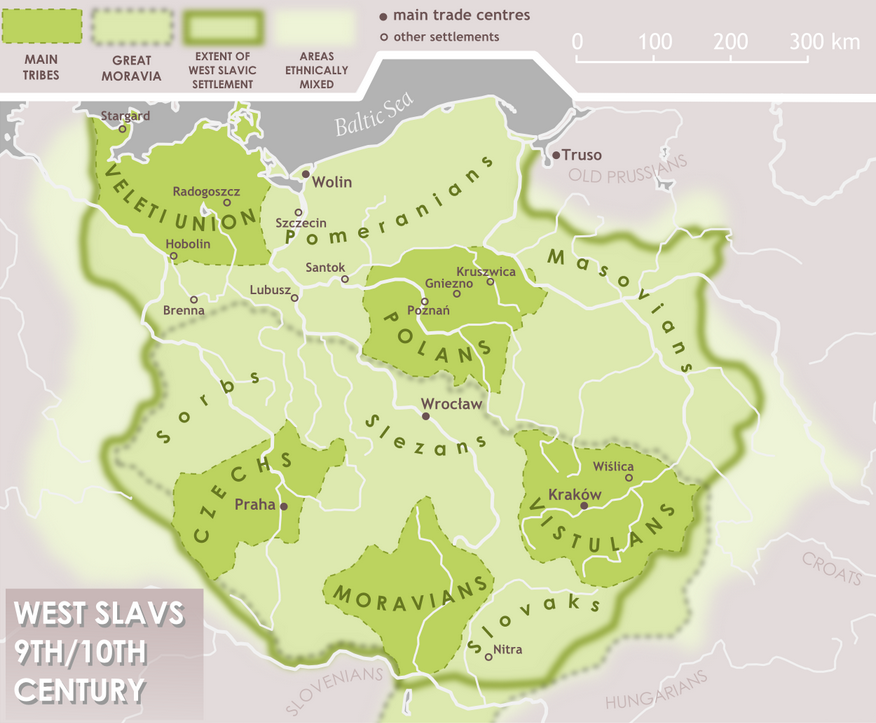
Westslawische Stämme im 9. und 10. Jh.

Gegen Ende des 5. Jahrhunderts wurde der mittlere Donauraum (die heutige Slowakei, Ungarn, wohl auch das heutige Südmähren) und um 550 bzw. in der zweiten Hälfte des 6. Jahrhunderts auch Böhmen von Slawen besiedelt. Gleichzeitig begannen die Slawen nach dem Abzug der Langobarden, sich von der Donau aus über Pannonien, Noricum und Karnien auszubreiten, und siedelten sich allmählich in den heutigen Gebieten Oberösterreichs nördlich der Donau und Niederösterreich, Steiermark, Kärnten, Krain und Osttirol an. Im 7. Jahrhundert dehnte sich das slawische Siedlungsgebiet bis an Elbe und Saale aus, weiter südlich in die Flussgebiete des oberen Main (bis Ochsenfurt), Regnitz und nördlicher Naab. Vom heutigen Polen war nur der äußerste Nordosten nicht slawisch. Dort siedelten die baltischen Prußen.

### Südliche Westslawen
Die südlichen Westslawen bildeten um 623, als Reaktion auf die Besetzung Pannoniens durch die Awaren in den 60er-Jahren des 6. Jahrhunderts, das Reich des Samo mit vermutetem Mittelpunkt im südlichen March-Raum.
Im 9. Jahrhundert entstand das Mährerreich als bedeutende Reichsbildung auf dem Gebiet des heutigen Mähren und der Slowakei. Hier führten Kyrill und Method als Schriftsprache das von ihnen auf Basis der glagolitischen Schrift kodifizierte Altkirchenslawische als Liturgiesprache ein. Anfang des 10. Jahrhunderts zerfiel das Mährerreich im Laufe der Ungarneinfälle, worauf neue Machtzentren entstanden, aus denen sich heutige Staaten entwickelt haben, das Reich der Přemysliden in Böhmen, Grundlage des heutigen Tschechien, und das der Piasten in Polen. Die heutige Slowakei kam Stück für Stück, großenteils bis 1100, unter die Herrschaft der Magyaren und wurde von ihnen seit dem 16. Jahrhundert als Oberungarn bezeichnet.

### Nördliche Westslawen

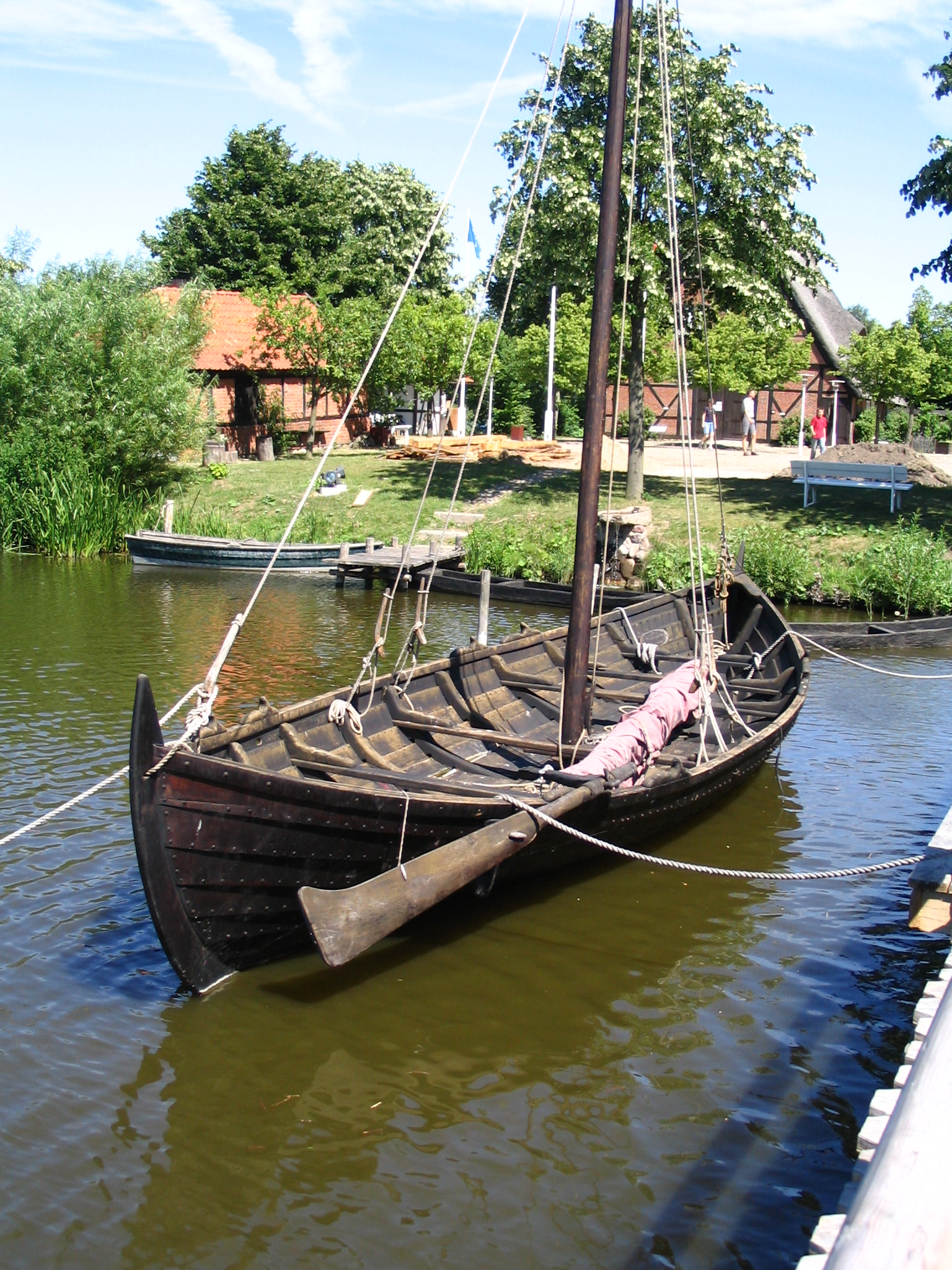
Nachbau eines slawischen Handelsschiffes

Ausgangspunkt und zeitlicher Rahmen der slawischen Besiedlung zwischen Elbe und Oder sind bis heute nur schwer zu bestimmen.
Ursprünglich ging die Forschung von unterschiedlichen Einwanderergruppen und Einwanderungsrichtungen aus. Dem lag die Vorstellung von großen, ethnisch und politisch homogenen Wanderungsverbänden zugrunde, die als geschlossene Stammesverbände wellenartig das Gebiet zwischen Elbe und Oder erreichten, was durch entsprechend interpretierte Ausgrabungsfunde und sprachwissenschaftliche Entdeckungen belegt schien. Danach sollte die Keramik der Sukow-Dziedzice-Gruppe der ersten Einwanderungswelle zuzuordnen sein, die von Osten kommend die Oder überquerte. Dagegen sah man in den Vertretern der Prager Gruppe Stämme, die von Südosten kommend entlang der Elbe bis zur Mündung der Saale vorstießen. Im mehrfachen Vorkommen ethnischer Bezeichnungen, wie der der Abodriten, Serben/Sorben und Kroaten in Mitteleuropa einerseits und in Südosteuropa andererseits, erblickte man einen Beweis für die Aufspaltung ursprünglich größerer Stammesverbände. Darüber hinaus wurden Unterschiede bei Bestattungsformen sowie im Haus- und Burgenbau hervorgehoben.
Inzwischen gelten die Versuche, für die Frühzeit der slawischen Besiedlung verschiedene Einwanderergruppen zu identifizieren, als gescheitert. Die neueren Erkenntnisse zur Ethnogenese sprechen gegen die Existenz politisch und ethnisch homogener Wanderungsgruppen und ihren Fortbestand in den neuen Siedlungsgebieten. Bei der Interpretation der archäologischen Funde werden deren Gemeinsamkeiten hervorgehoben und Unterschiede durch regionale Umwelteinflüsse erklärt. Ähnliche Stammesbezeichnungen gelten als Folge des Rückgriffs auf das gleiche Namensgut.

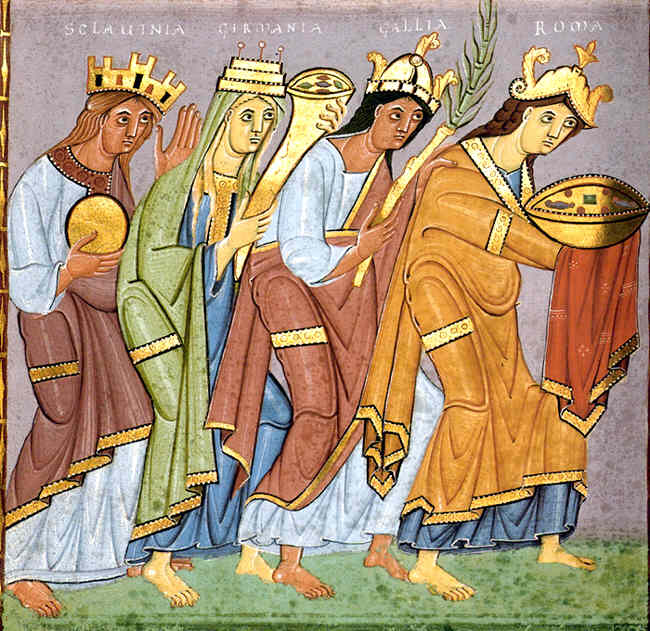
Sclavinia, Germania, Gallia und Roma huldigen Kaiser Otto III., Meister der Reichenauer Schule, Evangeliar Kaiser Ottos III., um 1000

In Schleswig-Holstein, dem nördlichen Endpunkt der slawischen Einwanderung, ist die Besiedelung ab Mitte des 8. Jahrhunderts archäologisch nachweisbar. Bei den ältesten Siedlungsfunden handelt es sich um Reste eines slawischen Dorfes bei Bosau, datiert „um/nach 726“ und den Wall von Liubice (auch: Alt-Lübeck), datiert um 730. Hölzer des Bohlenweges aus dem Klempauer Moor stammen aus dem Jahr 760/61 und das Brunnenholz aus der Vorburgsiedlung von Liubice aus der Zeit von 769. Aus Scharstorf (Gemeinde Schellhorn) stammt ein Holz ohne Befundzusammenhang, das auf das Jahr 770 datiert wird. Frühere Datierungen auf der Grundlage der Radiokarbonmethode gelten dagegen heute als sehr zweifelhaft. Für Brandenburg wird von slawischer Besiedlung bereits im fortgeschrittenen 7. Jahrhundert ausgegangen.
Der westlichste bekannte Fürstensitz war das wagrische Starigard („Alte Burg“) an der Ostsee, das heutige Oldenburg in Holstein (siehe auch: Oldenburger Wallmuseum). Dies war zugleich ein wichtiger Handelsplatz für den Ostseehandel mit Beziehung zum sächsischen Hamburg und zur Siedlung Haithabu dänischer Wikinger. Allerdings gab es im 9. und 10. Jahrhundert auch mehrfach Überfälle auf Hamburg, 1066 wurde Haithabu von den Slawen geplündert, im 11. Jahrhundert (mutmaßlich) die sagenhafte slawische Handelsstadt Vineta vernichtet.
Unter dem römisch-deutschen Kaiser Otto I. begann die Christianisierung der Nordwestslawen über die Erzbistümer Magdeburg und Hamburg. Bistümer entstanden in Oldenburg, Merseburg, Meißen, Zeitz (1028 verlegt nach Naumburg (Saale)), Brandenburg und Havelberg. Der erfolgreiche Slawenaufstand von 983 stoppte diese Bemühungen in Mecklenburg, Ostholstein, Pommern und die meisten Teile Brandenburgs für ca. 200 Jahre.
Nachdem Rethra als religiöses Zentrum der nördlichen Westslawen im Winter 1068/69 zerstört worden war, übernahm die Jaromarsburg am Kap Arkona auf der Insel Rügen dessen Rang, bis auch dieses letzte bedeutende Heiligtum im Jahre 1168 durch die mit dem sächsischen Stammesherzog Heinrich dem Löwen verbündeten christlichen Dänen unter König Waldemar I. zerstört wurde.

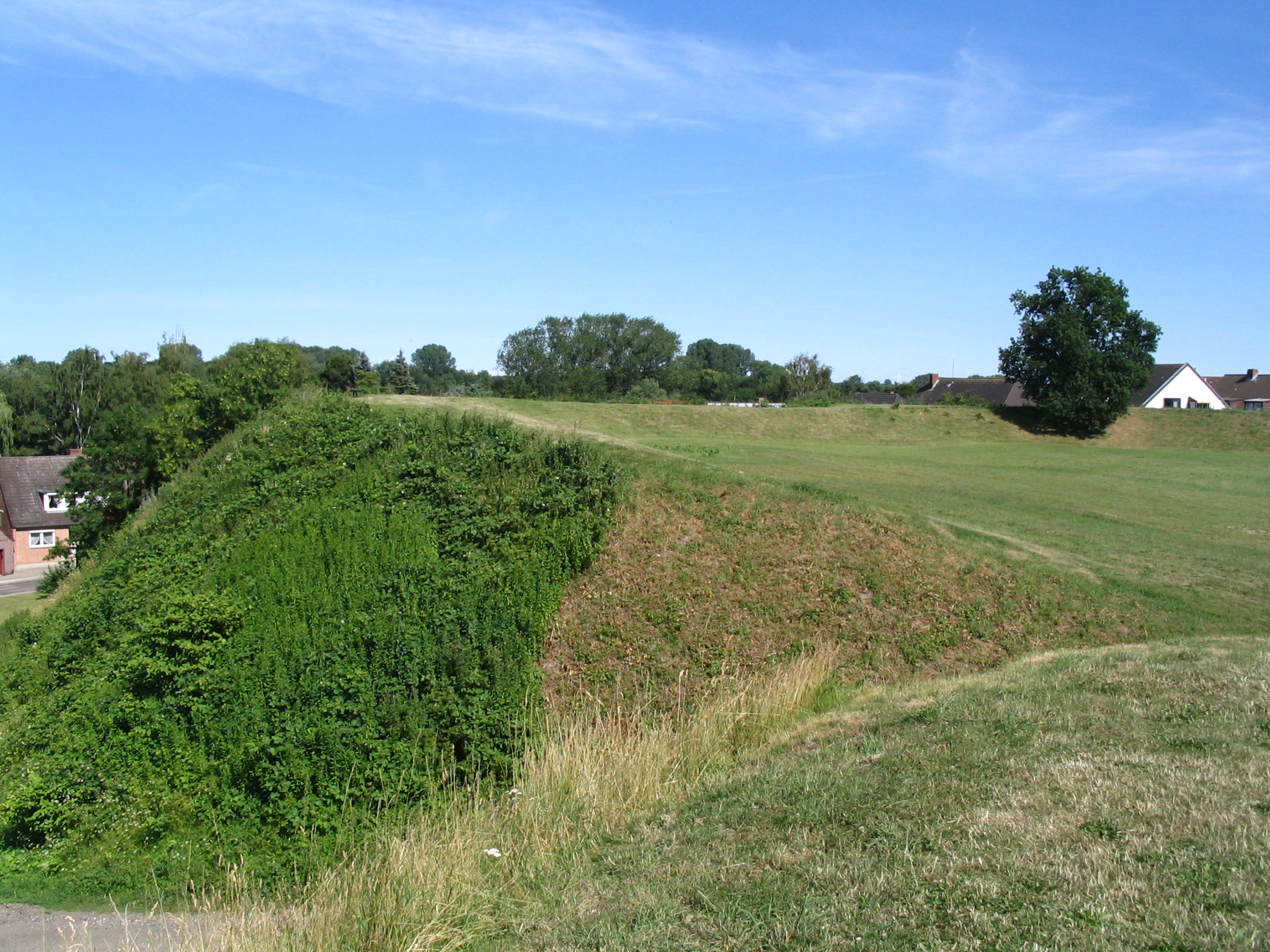
Wallanlage in Oldenburg in Holstein
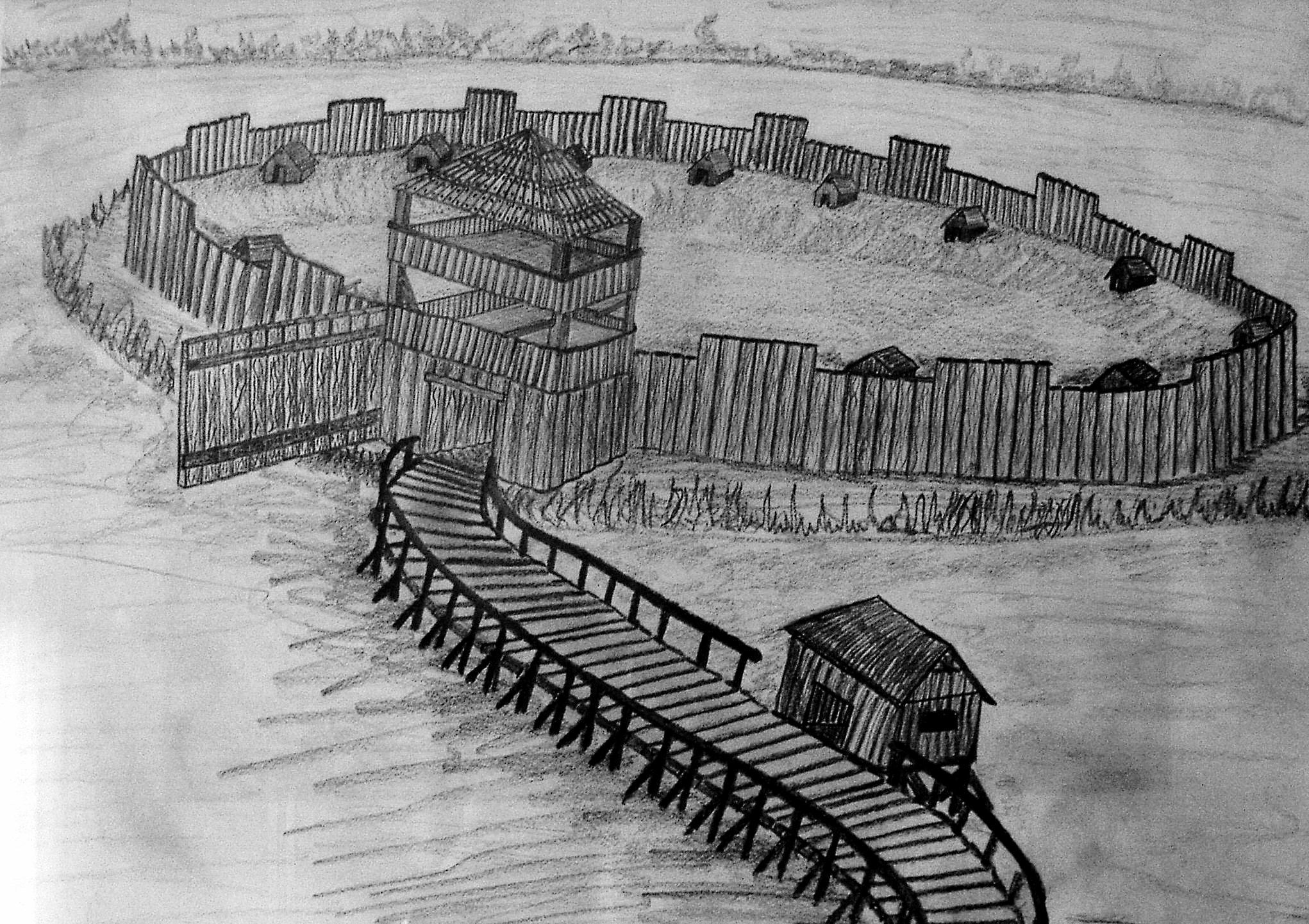
Slawische Burg
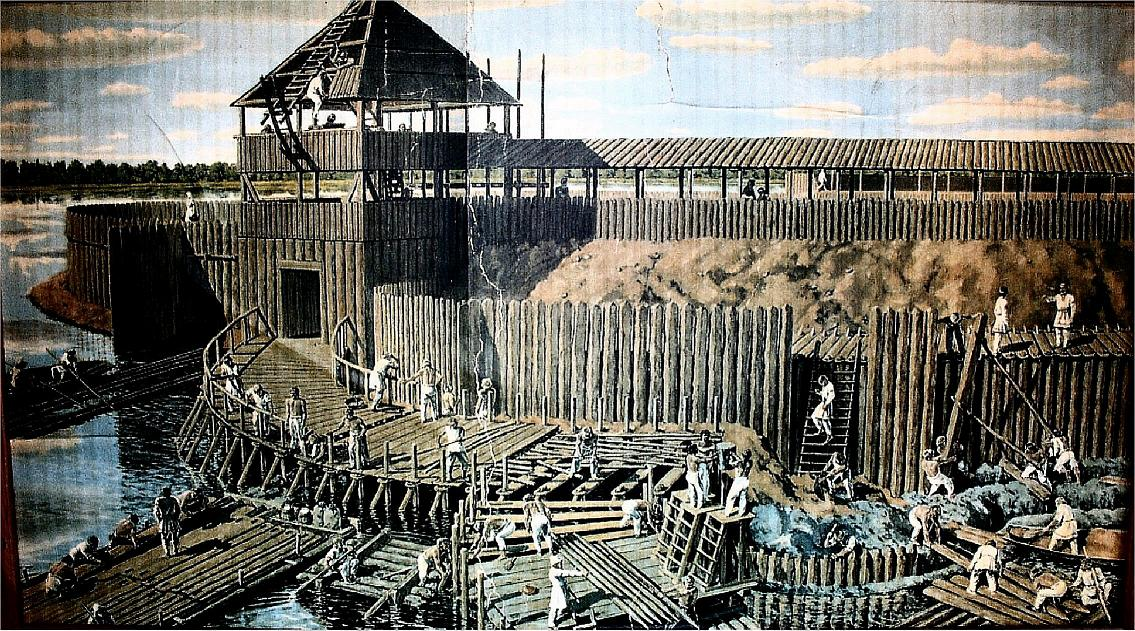
Darstellung von Slawen beim Bau einer Inselburg im 10. Jahrhundert
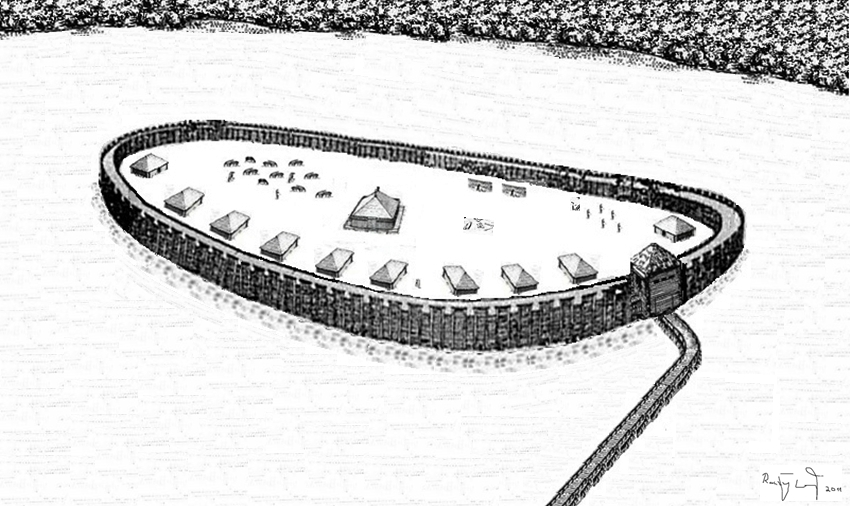
Burg Fischerinsel bei Neubrandenburg in Mecklenburg um 1150

Im Hochmittelalter kam es infolge der Ostsiedlung zu dem als erfolglos beurteilten Wendenkreuzzug. Obwohl slawische Sprachen in „Germania Slavica“ bis zum Ende des 16. Jahrhunderts, außer in der Lausitz, dem Wendland, Teilen Hinterpommerns und Schlesiens überwiegend (bis auf wenige Restgebiete) ausstarben, haben sich viele slawische Orts- und Familiennamen bis heute erhalten (zum Beispiel Buckow, „Buche“ mit Endung -ow für „Ort“, bzw. Kretschmer, „Krüger“/„Schankwirt“).
Im heutigen Polen lebten mehrere Stämme. Das Land zu beiden Seiten der Weichsel bis etwa an die Wipper hin bewohnte der Stamm der Polanen („Feldbewohner“) bzw. Lechen, die im 10. Jahrhundert mit den Piasten an der Spitze den Kern des entstehenden Staates Polen bildeten und sich mit den Masowiern und anderen kleineren Stämmen zusammenschlossen. Hauptstadt des durch den Fürsten Mieszko I. gegründeten Staates war Gnesen. Die zwischen Wippermündung und Oder nahe der Ostsee wohnenden Slawen wurden Pomoranen genannt, von po morju („am Meer“).

## Ausbreitung der Ostslawen

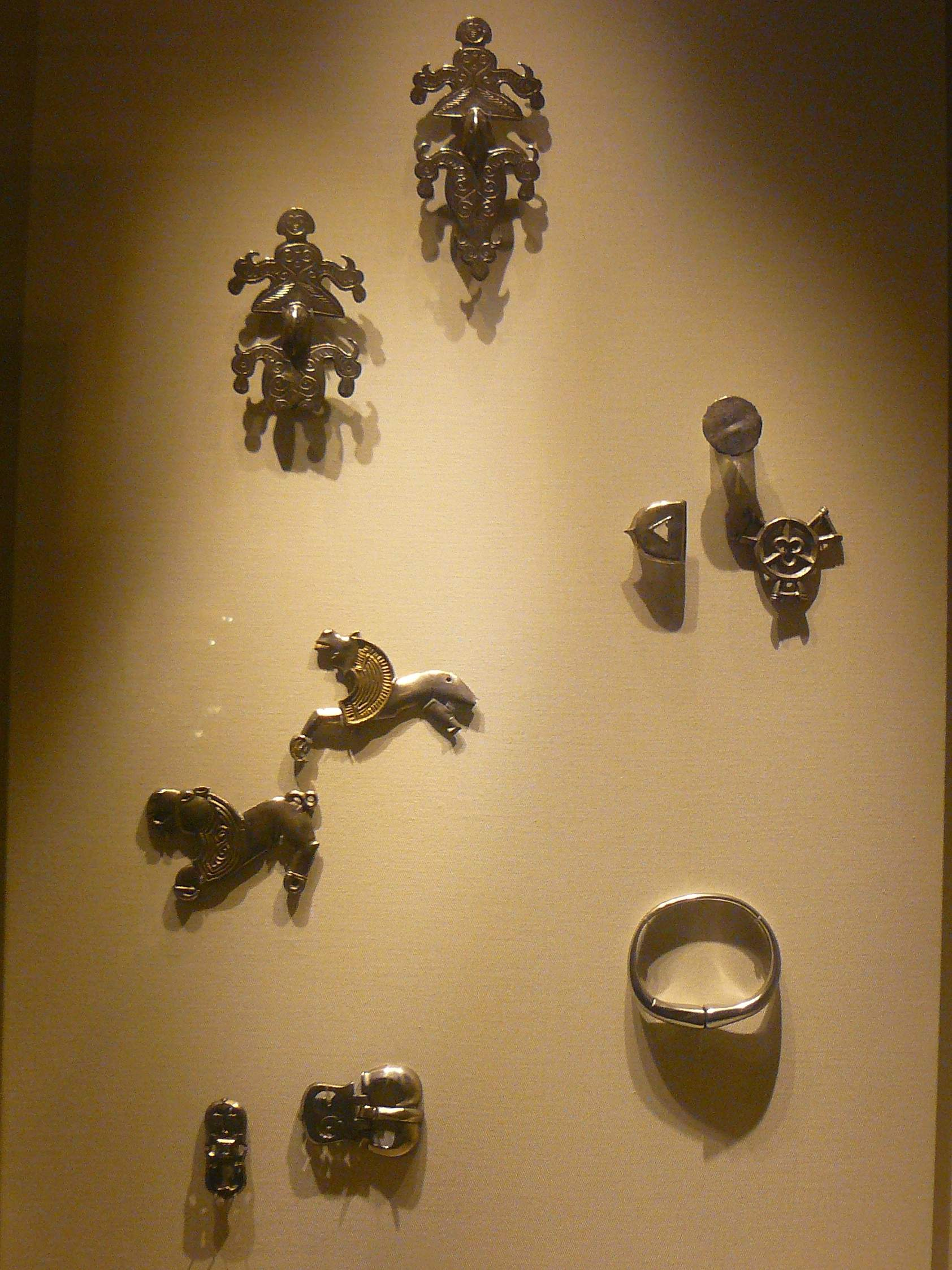
Teile des slawischen Silberschatzes von Martyniwka, Ukraine (etwa 550–650 n. Chr.)

Der genaue Zeitpunkt und der Prozess der Besiedelung ostslawischer Stämme ist unklar. Zu den ältesten Siedlungsgebieten der Ostslawen zählen Gebiete am mittleren Dnepr um Kiew sowie Gebiete entlang seines rechten Zuflusses Prypjat. In der Spätantike waren sie den damaligen Chronisten einer Theorie zufolge als Anten bekannt. Den Dnepr aufwärts kommend, kolonisierten die Ostslawen bereits früh den Raum Smolensk sowie den Ilmensee, wo sie jeweils baltische und finno-ugrische Stämme verdrängten oder assimilierten.

### Stämme und Stammesverbände
Für die Zeit ab dem 9. Jahrhundert sind folgende Stämme bzw. Stammesverbände der Ostslawen in den Chroniken erwähnt:
- Buschanen (Бужане) – am Westlichen Bug,
- Duleben (Дулебы),
- Dregowitschen (Дреговичи) – im Zentrum des heutigen Belarus – Hauptstadt Turow
- Drewlanen (Древляне) – entlang des Prypjat – Hauptstadt Iskorosten
- Kriwitschen (Кривичи) – Nordwestrussland – Hauptstädte Pskow und Smolensk
- Poljanen (Поляне) – am rechten Ufer des Dnepr in der Nordukraine – Hauptstadt Kiew
- Polotschanen (Полочане) – an der Düna – Hauptstadt Polazk
- Radimitschen (Радимичи) – zwischen oberem Dnepr und Desna – Hauptstadt Gomel
- Sewerjanen (Северяне) – nordöstliche Ukraine – Hauptstadt Tschernihiw
- Slowenen (Словене) – zwischen Ilmensee und Ladogasee – Hauptstadt Nowgorod
- Tiwerzen (Тиверцы) – entlang des Dnister – Hauptstadt Peresetschen
- Ulitschen (Уличи) – zwischen Dnepr und Südlichen Bug
- Chorwaten (Хорваты), auch Weiße Kroaten genannt – um den oberen Dnister – Peremyschl
- Wjatitschen (Вятичи) – entlang der Oka – Hauptstadt Moskau
- Wolhynier (Волыняне) – im heutigen Wolhynien, Burg Wolyn

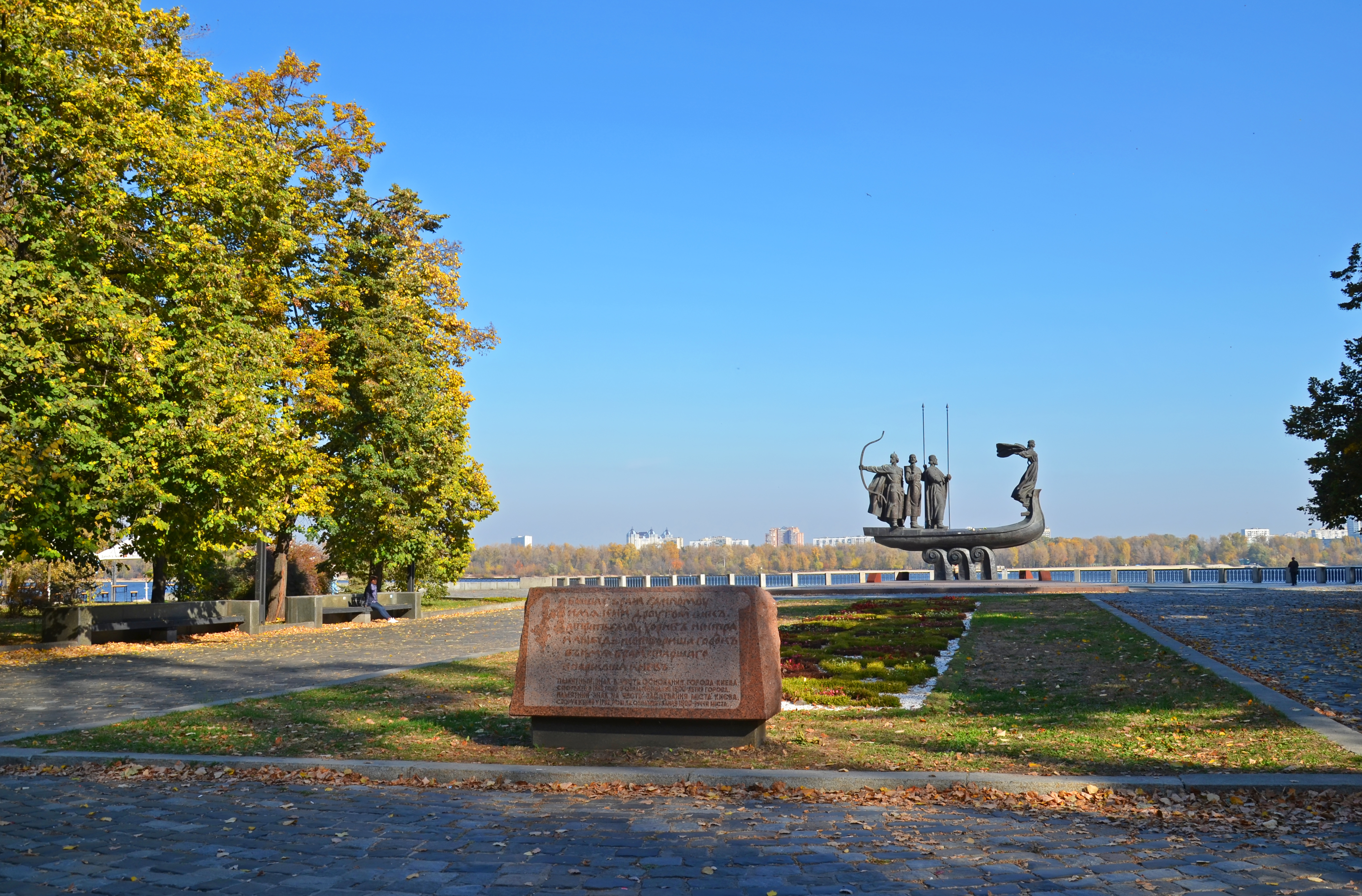
Denkmal für die legendären Stadtgründer von Kiew aus dem Stamm der Polanen im 5. Jahrhundert

Den Weg von den Warägern zu den Griechen über das osteuropäische Flusssystem nutzend, bereisten wikingische Händler, Siedler und Krieger das ostslawische Gebiet, das sie wegen seiner zahlreichen Burgen und Städte Gardarike nannten. Diese Waräger oder Rus genannten Menschen einten die gesamte Region der heutigen Nordukraine, Belarus und Westrussland gegen Ende des 9. Jahrhunderts zum ersten gemeinsamen Reich, der Kiewer Rus. Einige ostslawische Stämme konnten ihre Unabhängigkeit von Kiew, der Hauptstadt der Rus von 882 an, noch relativ lange bewahren. Besonders hartnäckig widersetzten sich die Wjatitschen und die Tiwerzen den Kiewer Fürsten. Ab dem 12. Jahrhundert verschwinden die Erwähnungen der einzelnen Stämme aus den Chroniken. Sie verschmolzen zu einem altrussischen Volk, das etwa im Igorlied als Russitschi (русичи) genannt wird.

### Slawische Ostsiedlung
Im Rahmen der slawischen Ostsiedlung kolonisierten die Ostslawen zwischen dem 8. und dem 14. Jahrhundert in mehreren Wellen das heutige Zentralrussland (die Gebiete zwischen der Wolga und der Oka). Die erste Besiedlungsphase erfolgte noch vor der Entstehung der Kiewer Rus und ging auf die einzelnen Stämme zurück. Die Kriwitschen besiedelten den Oberlauf der Wolga sowie die Region Salessje, wo Städte wie Rostow, Susdal und Wladimir gegründet wurden. Hier entstand später das Fürstentum Wladimir-Susdal, die Keimzelle des Russischen Reiches. Die Gebiete um Moskau sowie Gebiete entlang der Oka wurden allerdings zunächst ca. im 9. und 10. Jahrhundert von den ostslawischen Wjatitschen besiedelt. Im Norden breiteten sich die Slowenen (Ilmenslawen), die Kernbevölkerung der Republik Nowgorod, bis ans Weiße Meer aus, wo aus ihnen später die russischen Pomoren entstanden. Zwischen dem 11. und 13. Jahrhundert stützte sich die slawische Ostsiedlung im Gegensatz zur ersten Welle auf organisierte Strukturen der fürstlichen Administration der Rurikiden. Fürsten von Wladimir-Susdal wie Juri Dolgoruki und Andrei Bogoljubski förderten die Übersiedlung aus den südlichen Gebieten der Rus am Dnepr nach Nordosten, die Bevölkerung stieg rasant. Auf Betreiben der Fürsten entstanden viele der heutigen Städte Zentralrusslands, darunter Moskau. Die Fürsten boten den im Süden der Rus häufig sozial benachteiligten Bevölkerungsschichten gute Bedingungen als freie Bauern, außerdem bildete die Pelzjagd eine wichtige Reichtumsquelle. Ein wichtiger Faktor für die Massenmigration aus dem Süden waren außerdem häufige Feudalkriege um Kiew sowie zahlreiche Überfälle der Polowzer (Kumanen). Die Slawen aus dem bevölkerungsreichen Süden bildeten in diesen Gebieten schnell die Mehrheit gegenüber den baltischen (Goljad) und der finno-ugrischen (Merja, Muroma, Meschtscheren) Stämmen, die noch keine Landwirtschaft betrieben haben. Zahlreiche slawische Toponyme und Hydronyme Zentralrussands, die ihre älteren Entsprechungen am mittleren Dnepr haben, belegen auch heute noch die südliche Herkunft der Siedler.
Im Spätmittelalter spalteten sich die Ostslawen in Weißrussen, Ukrainer und Russen auf. Ein ausschlaggebender Faktor für die Spaltung war ihre langzeitige Zugehörigkeit zu verschiedenen politischen Gebilden. Die Weißrussen und die Ukrainer bildeten sich im Einflussbereich des Großfürstentums Litauen und der polnischen Krone heraus. Mit der Ausbreitung des Russischen Reiches breitete sich seit dem späten 16. Jahrhundert das Siedlungsgebiet der Russen im Osten bis nach Sibirien und im Süden bis ans Schwarze Meer aus. In Neurussland erfolgte ab dem 18. Jahrhundert eine gemischte russisch-ukrainische Besiedlung und Erschließung der neu erworbenen Steppengebiete. Der Bau der Transsibirischen Eisenbahn verstärkte die slawische Besiedlung der Reichsgebiete am Pazifik.

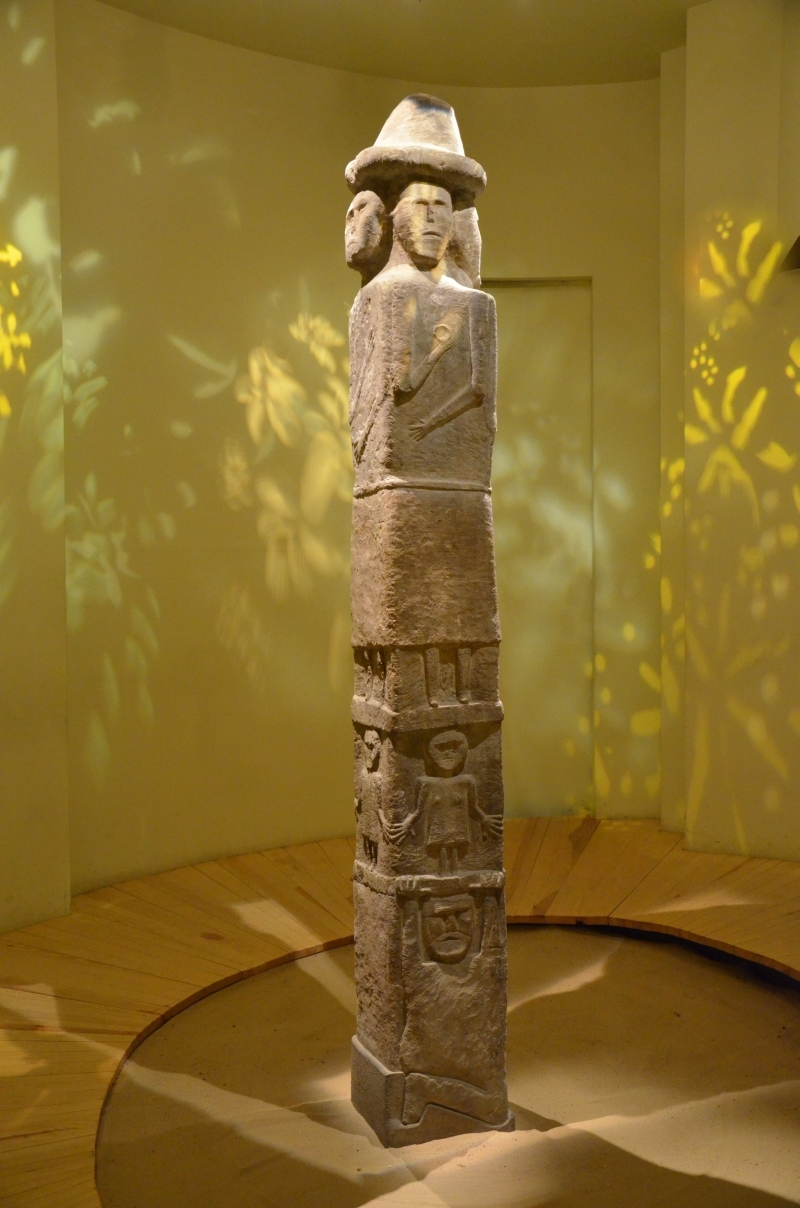
Das heidnische Idol von Sbrutsch

### Kultur
Die Ostslawen waren zunächst Heiden und hatten ein Pantheon an Göttern, unter denen der Donnergott Perun eine herausragende Stellung hatte. Ab 988 erfolgte die Christianisierung der Rus nach byzantinisch-orthodoxem Ritus. In ihrem Zuge begannen die Ostslawen, die kyrillische Schrift zu nutzen.
Die Ostslawen betrieben Landwirtschaft und hatten bereits vor der Gründung der Kiewer Rus diverse Großsiedlungen, in denen Archäologen Zeugnisse des Fernhandels und Spuren aufwendiger handwerklicher Betriebe entdeckten (Schmieden, Töpfereien, Kürschnereien etc.), zum Beispiel in Plesnesk, Roden, Alcedar oder Gnjosdowo. Darüber hinaus gibt es Funde ostslawischer Heiligenstädten wie etwa Peryn bei Nowgorod oder am Sbrutsch in der Westukraine.
Ein charakteristischer Frauenschmuck bei den Ostslawen waren die Schläfenringe, wobei sie jeweils eine stammesspezifische variable Form hatten.

## Ausbreitung der heutigen Südslawen

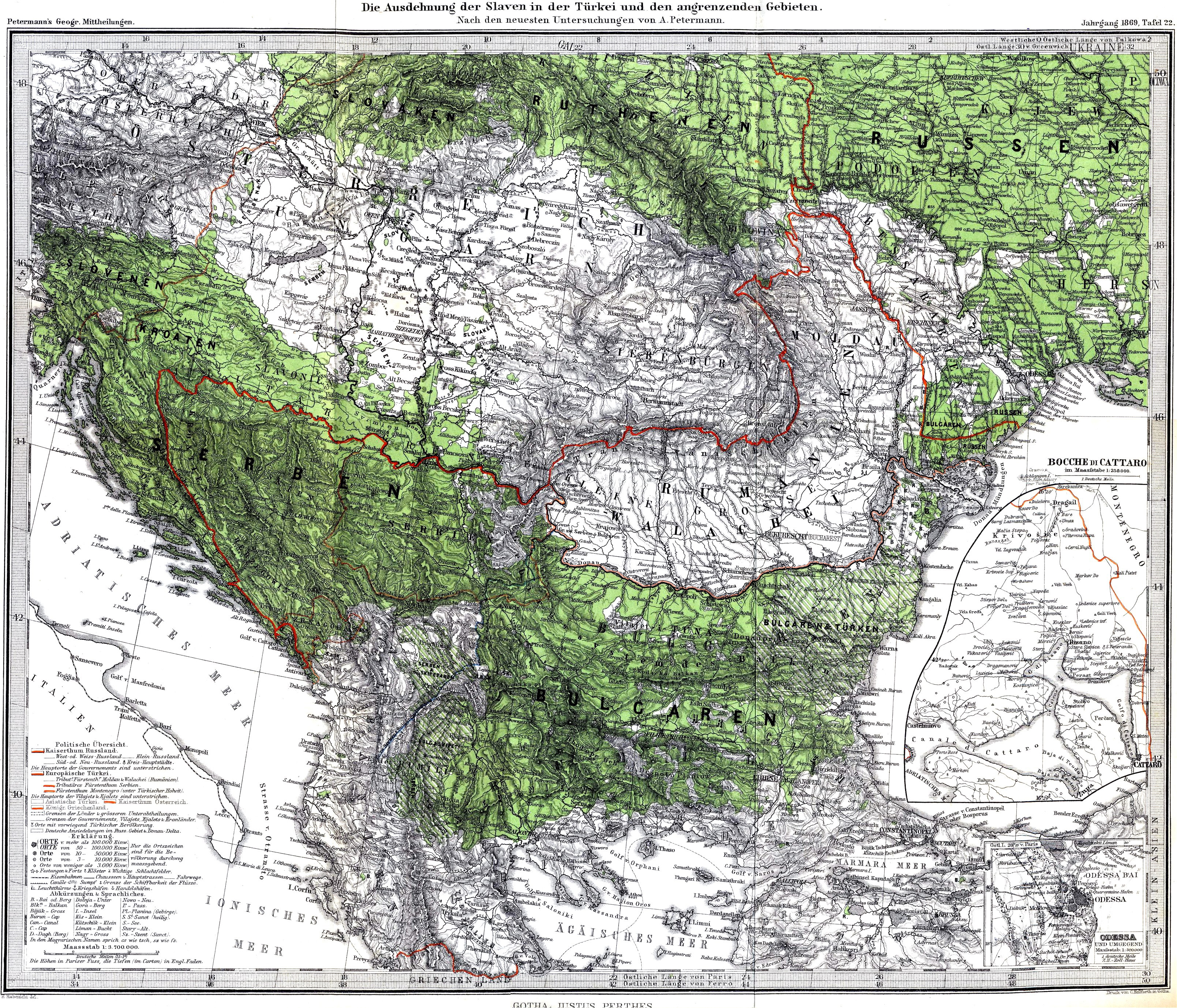
Die Slawen in Südosteuropa (1869)

In der ausgehenden Spätantike, im 6. Jahrhundert, rückten die Slawen über die untere (im 5. Jahrhundert von den Westgoten verlassene) Donau nach Moesia, Thrakien, Illyrien, Makedonien und bis zur Peloponnes vor. Der Kirchenhistoriker Johannes von Ephesos berichtet von einer großen slawischen Invasion seit 581, die erstmals eine dauerhafte Niederlassung zum Ziel gehabt habe. Tatsächlich begannen sich bald darauf die Slawen auf dem Balkan anzusiedeln, was jedoch durch die Balkanfeldzüge des Maurikios beinahe zur Episode wurde. Im 7. Jahrhundert vollzog sich der größte Teil der Landnahme der Slawen auf dem Balkan (siehe auch Sklavinien), was jedoch nicht zur völligen Beseitigung der ursprünglichen Bevölkerung führte. Die genauen Prozesse der slawischen „Landnahme“ sind hierbei Gegenstand angeregter wissenschaftlicher Diskussionen, in die auch politische und nationale Motive einfließen. Als Beispiel sei hier nur die überholte These von Jakob Philipp Fallmerayer genannt, wonach es sich bei den modernen Griechen ausschließlich um hellenisierte Slawen handele.
Ab der Mitte des 6. Jahrhunderts siedelten Slawen auch im Ostalpenraum. Die Wanderung der Langobarden nach Italien (568) begünstigte die Besiedlung großer Teile Pannoniens durch Slawen. Um 600 kämpften Alpenslawen, Vorfahren der heutigen Slowenen, gegen Bajuwaren an der oberen Drau und stießen bis Italien vor. Ihre Ausbreitung wurde mit einer Kette langobardischer Festungen (Limes Langobardorum) entlang des Ostrandes von Friaul aufgehalten.
Laut dem byzantinischen Kaiser Konstantin VII. drangen die Kroaten und Serben in der ersten Hälfte des 7. Jahrhunderts über die Donau und siedelten sich nach Vertreibung der Awaren in Pannonien, Dalmatia und im übrigen Illyricum an.
In der 2. Hälfte des 7. Jahrhunderts kam ein Teil der Protobulgaren auf der östlichen Balkanhalbinsel an und gründete dort 681 das Bulgarische Reich, wobei sich das asiatische Reitervolk sehr schnell mit der ursprünglichen slawischen Bevölkerung vermischte und das heutige slawische Volk der Bulgaren bildete.
Ende des 7. Jahrhunderts waren die großen westlichen und südlichen Wanderungen der Slawen abgeschlossen.

## Name
Als geschichtliches Volk erscheinen die Slawen zuerst unter dem Namen der Serben (Sporen) und der Veneter. Sie waren unter diesem Namen bis ins 5. Jahrhundert in den Ländern zwischen Ostsee und dem Schwarzen Meer ansässig, zwischen den Karpaten und dem Don, von der oberen Wolga bis nach Nowgorod und von dort bis zur Scheide der Weichsel und der Oder. Etwa mit dem 6. Jahrhundert treten die Namen Anten (für die Ostslawen, obwohl das historische Volk der Anten vielleicht gar nicht slawisch war) und (für manche Westslawen) Slověne (siehe oben unter Ausbreitung der heutigen Westslawen) auf. Beide erhielten sich aber als Bezeichnung der Gesamtheit nicht lange, und der Name Serben verengte sich bis zur Benennung einzelner slawischer Stämme. Aus der Bezeichnung Veneter aber wurde Wenden, die Bezeichnung der Slawen bei den Deutschen (für die heutigen Sorben). Die Bezeichnung Slawen ist zumindest seit dem frühen Mittelalter üblich, Adam von Bremen bezeichnet sie in seiner Chronik des Erzbistums Hamburg als Sclavi.
Neben anderen Slawisten schreibt auch der sorbische Slawist Heinz Schuster-Šewc in seiner Abhandlung über die Geschichte und Geographie des ethnischen Namens Sorb/Serb/Sarb/Srb, wonach sich der serbische Name aus dem urslawischen *sĭrb- „schlürfen“ ableiten soll, vgl. altostslawisch sereblju, litauisch srebiù, albanisch gjerb, lateinisch sorbeō, altgriechisch rhophéō „schlürfen“, armenisch arbi „trank“, hethitisch sarāpi „nippt“ (vorausgesetzte urindogermanische Wurzel *srebʰ- „schlürfen“ nach LIV). Die semantische Entwicklung fand sich dann weiter in Srb für Brüder und Schwestern nach der Muttermilch, also die von derselben Mutter gesäugt wurden, ohne unbedingt blutsverwandt gewesen zu sein. Daraus folgte die Bezeichnung für Angehörige derselben Familie oder Sippe und später für Angehörige desselben Stammes. Andere wollen den serbischen Namen mit den antiken Sarmaten in Verbindung bringen. Der Slawist Pavel Jozef Šafárik (1795–1861) wie auch Gottfried Wilhelm Leibniz (1646–1716) vertraten die Meinung, wonach Srb ursprünglich der Eigenname aller Slawen gewesen sei. Jedenfalls stand der serbisch-sorbische Name mit dem historischen Auftreten sowohl der Serben wie auch der Sorben im 7. Jahrhundert für Stammesangehörige, Verwandte, Verbündete.
Die Bedeutung der in den byzantinischen Quellen genannten Begriffe der Veneter, Sklavinen, Sporen und Anten ist umstritten, doch dürfte es sich weniger um ethnische als vielmehr um politische oder geographische Bezeichnungen handeln. Lediglich der Name der Slawen (sklabenoi, sklaboi) stellt in heutiger Zeit eine Selbstbezeichnung dar. Die ebenfalls gebrauchten Namen der Wenden/Veneter und Anten sind dagegen ursprünglich von Germanen beziehungsweise Awaren für die Slawen verwendete Bezeichnungen.
Der Ursprung des Namens Slawen ist in der sprachwissenschaftlichen Forschung noch ungeklärt. Im Allgemeinen wird angenommen, dass er entweder vom gemeinslawischen *слŏвŏ (heute slóvo) „Wort“ abgeleitet wird, womit sich die Sprechenden oder Beredeten selbst von den „Stummen“ (némec) abgrenzten, wobei das Wort Némec sich zur Bezeichnung für die Deutschen entwickelt hat. Als von Seiten romanischer Historiker im Barock Slawen, ohne sich intensiver mit ihrer Geschichte auseinandergesetzt zu haben, als Barbaren und unkultivierte Völker allgemein als vergleichsweise minderwertige Völker beschrieben wurden, mit der die vermeintliche etymologische Herkunft der Eigenbezeichnung aus dem lateinischen sclavus gerechtfertigt wurde, entwickelte sich in Gegenreaktion unter einer großen Zahl gelehrter slawischer Humanisten die Ausarbeitung eigener Historien, in denen sie den Volksnamen auf slawa (dt. „Ruhm“) zurückführten und dies ebenso klar ausformulierten und publizierten.

## Lebensweise und Traditionen

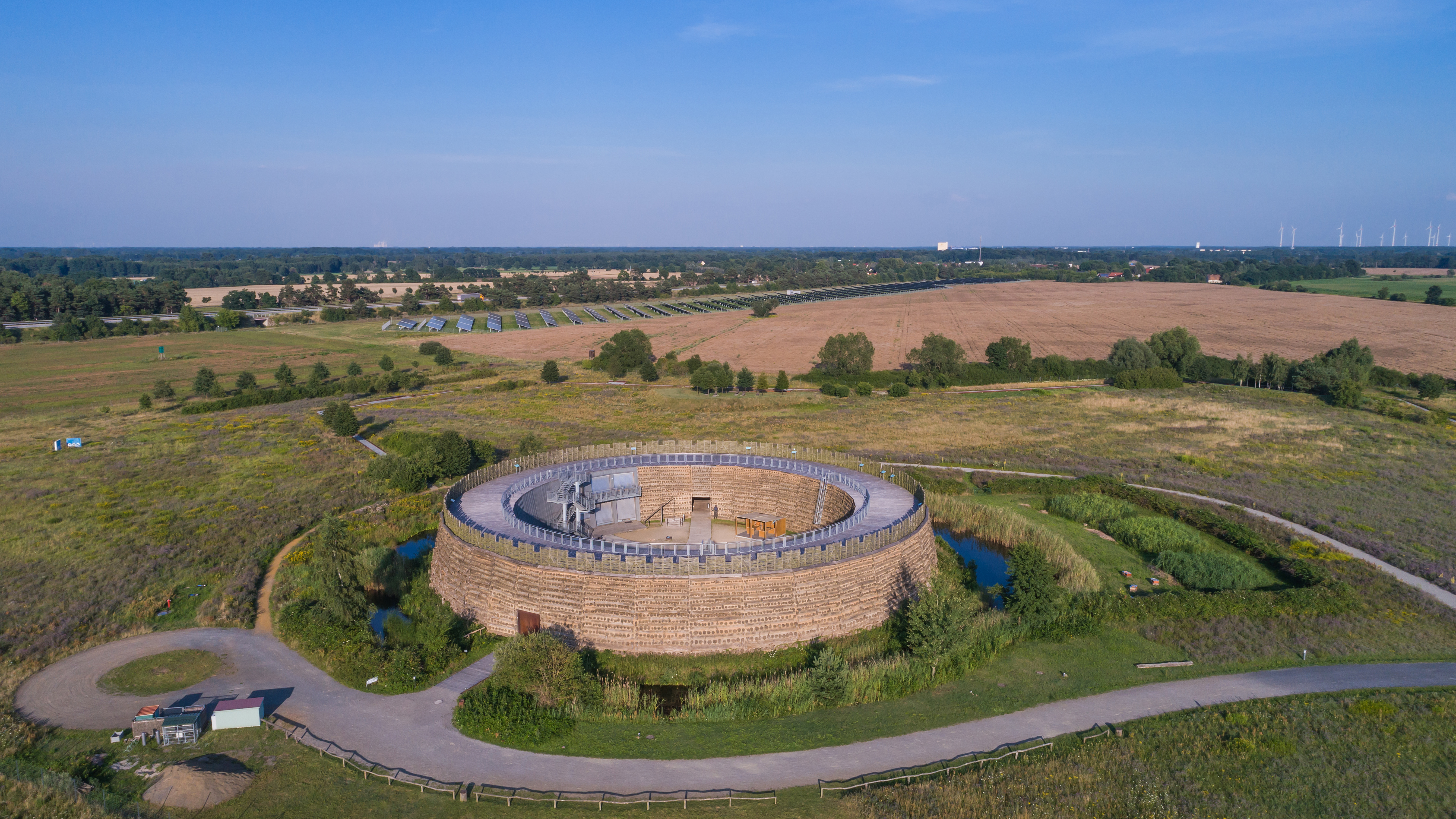
Slawenburg Raddusch (bei Lübbenau) – Rekonstruktion eines slawischen Burgwalls

Die Familienverfassung war eine patriarchalische. Die Einwohner eines Ortes bildeten eine durch Blutsverwandtschaft verknüpfte Sippe (obschtina, rod), deren Mitglieder einen gemeinsamen Namen trugen, gemeinschaftliches Gut besaßen und unter einem gewählten Ältesten standen. Aus mehreren solcher Sippen bildete sich der Stamm (pleme), an dessen Spitze das Stammesoberhaupt, der Anführer im Krieg, stand. Die Stämme ihrerseits vereinigten sich wieder zu einem größeren Ganzen, zu Einzelvölkern (narod).
Die Ehe wurde heilig gehalten, es herrschte ursprünglich Monogamie. Noch vor der Abtrennung in einzelne Zweige hatten die Slawen durch Herkommen befestigte Rechtsnormen (pravo, zakon); der Begriff „erben“ fehlte jedoch, da die Familienverfassung Erbschaften ausschloss.

## Erscheinung
Prokopius beschrieb die Slawen als „außergewöhnlich hochgewachsen und von mächtigem Körperbau sowie unerschütterlicher Natur.“ Der oströmische Historiker Jordanes schrieb über die Slawen: „Alle von Ihnen sind sehr groß und stark, ihre Haut und Haare sind weder sehr dunkel noch sehr hell, aber rötlich sind sie im Gesicht.“ Der byzantinische Geschichtsschreiber Theophanes schrieb: „Der Kaiser bewundert ihre Schönheit und ihre mächtige Statur“.

## Kultur
Kultur- und Sittengeschichte des Gesamtvolkes: Nach den griechischen und deutschen Schriftstellern waren die alten Slawen ein friedliebendes und fleißiges Volk, fest am Althergebrachten hängend, leidenschaftlich Ackerbau und Viehzucht und auch, wie aus der Sprache und aus den archäologischen Funden hervorgeht, Handel treibend. Gerühmt wird auch ihre Gastfreundschaft. Kranke und Arme fanden sorgfältige Pflege, nur der Böse wurde ausgestoßen, und chud bedeutet in slawischer Sprache zugleich arm und böse. Polygamie war gestattet, wurde aber fast nur von den Vornehmen geübt.
Der Grundzug der Zivil- und Staatsverfassung war demokratisch; man kannte ursprünglich keine Stände, keine erbliche Fürstenwürde (siehe auch: Wetsche). Das Band der Sippeneinheit hielt alle umschlungen, und der Starosta (Älteste) war nur Verwalter des Gesamtvermögens der Sippe. Die Einheit der Sippe schloss die Erbfolge aus. Hierdurch unterschieden sich die Slawen wesentlich von den Germanen und Romanen. Standesunterschiede, erbliche Fürstenmacht, Leibeigenschaft und Sklaverei bildeten sich infolge fremder Einflüsse erst später bei den Slawen aus. Die Bezeichnungen für die Fürstenmacht (knez, kralj, chrabia, cjesar) und den Adel (szlachta, Geschlecht) sind fremden Ursprungs.

## Religion und Mythologie
Die Slawen werden als sehr gesangliebend geschildert. Seele und Gemüt offenbaren sich bei ihnen in anmutigen Liedern und Gesängen. Von den mythischen Vorstellungen und der darin sich kundgebenden Weltanschauung der alten Slawen lässt sich kein deutliches und konsistentes Gesamtbild zeichnen, da eine zusammenhängende Überlieferung fehlt.
Die ursprüngliche Religion der Slawen war derjenigen anderer früher indogermanischer Völker ähnlich. In den Naturerscheinungen, besonders den Phänomenen des Himmels, sahen die Slawen wirkliche Wesen, die sie sich mit Denken und Empfinden ausgestattet vorstellten, einige wohltätig, andere zerstörend wirkend. Die ersteren wurden von den Slawen bog, die letzteren Bjes genannt, und das Christentum übernahm diese Wörter teils für Gott und Teufel.
Sie verehrten einen höchsten Gott, den Urheber des Himmels und der Erde, des Lichts und des Gewitters. Diesem waren die anderen Götter untertan. Der Name dieses Gottes war Svarog (der Schöpfer), als Urheber des Donners heißt er Perun (balt. Perkunas). Seine Söhne waren die Sonne und das Feuer. Der Sonnengott (Daschbog, „Geber der Güter“) war auch Kriegsgott, als Theomorphose der Luft erscheint Sventovit oder Svantovit (nach Franz von Miklosich nur Sanctus Vitus), als Gott des Sturms Stribog.
Oberste Gottheit der westslawischen Wenden war Radegast, der ebenfalls als Kriegsgott verehrt wurde. Als Frühlingsgöttinnen erscheinen Wesna (Frühling) und Deva (oder Diva, wunderschöne Schönheit), als Göttin der Liebe und Schönheit Lada. Unter den bösen Gottheiten steht die Repräsentantin des Winters (Moraua) obenan.
Ein eigentlicher Dualismus bestand aber nicht, und was bei einigen Schriftstellern von einem Kampf zwischen den Göttern des Lichts und der Finsternis (dem Bjelbog und Tschernebog der Nordslawen) berichtet wird, scheint bereits auf christlichen Einfluss hinzuweisen.
Als mythische Wesen niederen Grades wurden verehrt: die Wílen und Rusálka, die Herrscherinnen über Flüsse, Wälder und Berge, welche in der Volkspoesie der Slawen bis auf den heutigen Tag (1888) eine große Rolle spielen; ferner die Rojenitze oder Schicksalsgöttinnen sowie zahlreiche Haus- und Feldgeister und die finsteren Mächte Baba Jaga (Hexe, altes verrücktes Weib), Bjes und Vjed, welch letzterem die Sonnen- und Mondfinsternisse zugeschrieben wurden.
Die Gunst der Götter und deren Schutz suchten die Slawen durch Gebet und Opfer zu erlangen. Letztere bestanden im Verbrennen von Rindern und Schafen auf Bergen und in Hainen, wo sich auch Götterbilder befanden. Menschenopfer kamen nur vereinzelt vor. Vollstrecker der Opfer waren die Stammesältesten. Einen Priesterstand kannten die alten Slawen ebenso wenig wie besondere Tempel. Von Festen sind jene zu erwähnen, die sich an den Wechsel der Jahreszeiten anknüpfen: die Wintersonnenwende (koleda, ovsen, kratshun), der Frühlingsanfang mit Austragung des Winters und die Sommersonnenwende (kapalo, jarilo).
Mit dem leiblichen Tod hörte nach slawischer Auffassung das Leben nicht auf, vielmehr war die Seele (dusza) unsterblich. Sie gelangte ins Paradies (nav, ráj), das als schöne Wiese gedacht wurde. Die Leichen wurden entweder verbrannt oder begraben, beide Bestattungsweisen kommen nebeneinander vor. Schätzenswerte Untersuchungen über die alte Kultur und mythologische Vorstellungen der Slawen, soweit sie sich im Aberglauben, in Sagen und Märchen des Volkes erhalten haben, enthält Alexander Afanassjews Werk Die poetischen Naturanschauungen der Slawen.

## Wirtschaft und Architektur

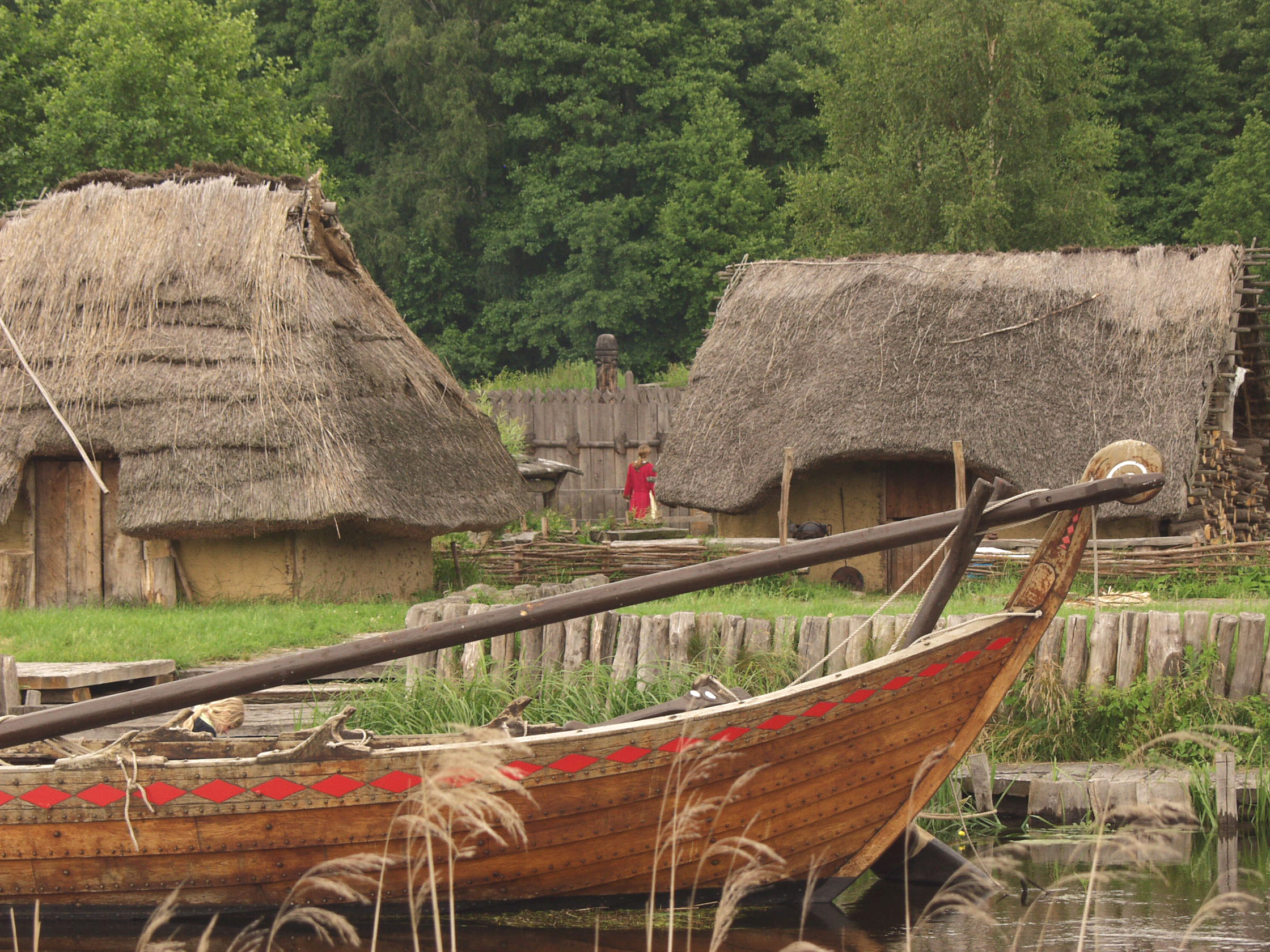
Rekonstruiertes Slawendorf Ukranenland

Die slawische Keramik war im 7. Jahrhundert in Mitteleuropa weit verbreitet. Die Slawen setzten kaum auf die Viehzucht, sondern auf den Getreideanbau. Auf zwei Dritteln einer Feldgemarkung wurden jeweils Roggen, Weizen, Gerste, Hafer und Hirse angebaut. Das Getreide wurde mit Sicheln gemäht. Später kam auch die Sense zum Einsatz. Die Häuser wurden leicht eingetieft auf einer Fläche von 16 bis 30 Quadratmetern gebaut.
Um 700 wurde die slawische Burgwallanlage in Spandow, dem heutigen Berliner Bezirk Spandau erbaut. Die Dörfer waren rund oder in einem Halbkreis angelegt. Im Schutze einer Burg konnte eine größere Siedlung angelegt werden, die zu einer Stadt heranwuchs. Dort wurden spezielle Handwerkszweige entwickelt, Lebensmittel auf Vorrat gehalten, Fernhandel betrieben und kulturelle Bauten erstellt. Die Häuser wurden mit Holzpalisaden und Holzerdemauern befestigt.
Besonders im gewässerreichen nordöstlichen Mitteleuropa bauten die Slawen beachtliche Holzbrücken, darunter vier über die mittlere Havel und eine 2 km lange über den Oberuckersee.
Detailgetreue Rekonstruktionen der Wohn- und Lebensweise der Slawen des 9. und 10. Jahrhunderts findet man in Deutschland beispielsweise im Freilichtmuseum Ukranenland in Torgelow (Vorpommern), im Archäologischen Freilichtmuseum Groß Raden (Mecklenburg) und im Geschichtspark Bärnau-Tachov (Bayern).
Die Slawen errichteten ihre Siedlungen an strategisch vorteilhaften Lagen, oft von Seen umgeben. Typisch sind hier die Städte Lychen, Feldberg und Penkun. Ihre Burgen wurden oft auf Inseln oder in Sumpfgebieten angelegt und waren daher nur schwer zu erobern. Der einzige Zugang zu diesen bestand aus Holzbohlen und konnte bei Gefahr aufgenommen werden. Seltener waren Höhenburgen, typisch dafür ist die Burg Starigard („Altenburg“, heute Oldenburg in Holstein).